# Хвала, Яка
Я́ка Хва́ла (словен. Jaka Hvala; род. 15 июля 1993, Пониква, Словения) — словенский прыгун с трамплина.

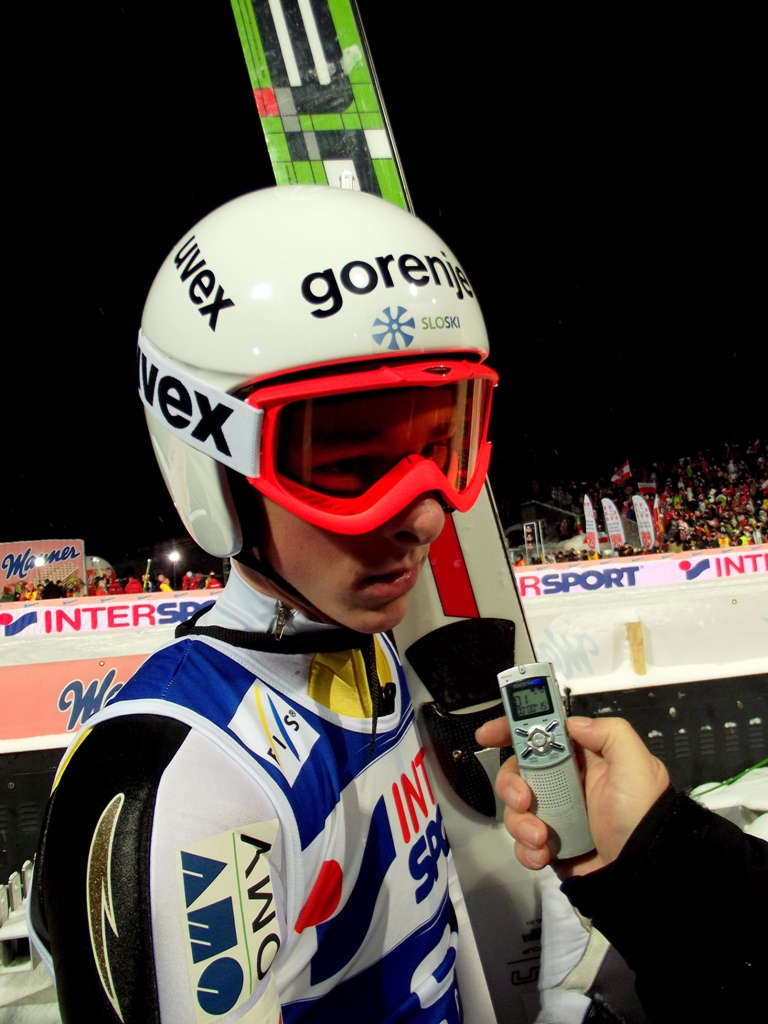
Яка Хвала на Кубке мира в Закопане (январь, 2012)

## Карьера
Дебютировал в Кубке мира на этапе в Закопане в 2012 году, заняв 29-е место. После некоторого перерыва набрал кубковые очки, заняв 9-е место на этапе в Лахти и 8-е место в Осло. В Осло занимал промежуточную вторую позицию после первой попытки. 
Стал чемпионом мира среди юниоров по результатам Юниорского чемпионата 2013 года. Также завоевал серебряную медаль в индивидуальных соревнованиях на Юниорском чемпионате 2012 года и бронзовую медаль в командных соревнованиях на Юниорском Чемпионате 2010 года.
Первую победу в индивидуальном первенстве в Кубке мира одержал в Клингентале в 2013 году. В командном зачёте Кубков мира завоевал одно первое и одно третье место, выступая в составе сборной Словении. Его лучший личный результат — 213 метров; установлен им в Планице в 2012 году. 
Выступает за клуб «Ssk Ponikve».

## Кубок мира

### Подиумы
| Сезон     | Дата            | Расположение          | Место |
| --------- | --------------- | --------------------- | ----- |
| 2012-2013 | 13 Февраль 2013 | Клингенталь, Германия | 1st   |

### Командные Подиумы
| Сезон     | Дата            | Расположение        | Место |
| --------- | --------------- | ------------------- | ----- |
| 2012-2013 | 30 Ноябрь 2012  | Куусамо, Финляндия  | 3rd   |
| 2012-2013 | 11 Январь 2013  | Закопане, Польша    | 1st   |
| 2012-2013 | 9 Февраль 2013  | Виллинген, Германия | 1st   |
| 2012-2013 | 17 Февраль 2013 | Оберсдорф, Германия | 3rd   |